# Holtville (Kalifornia)
Holtville – miasto w Stanach Zjednoczonych, w stanie Kalifornia, w hrabstwie Imperial. Według spisu ludności przeprowadzonego przez United States Census Bureau w roku 2010, w Holtville mieszka 5 939 mieszkańców.